# 玉木朝子
玉木 朝子（たまき ともこ、1952年2月12日 - ）は、日本の元政治家、難病患者団体代表。元衆議院議員（1期）。

## 人物
栃木県立宇都宮中央女子高等学校に在学中、膠原病の一種である全身性エリテマトーデスを発症。1980年、全国膠原病友の会の栃木県支部を設立し、支部長に就任。2003年からは栃木県難病団体連絡協議会の会長を務める。
2009年8月30日の第45回衆議院議員総選挙に、比例北関東ブロックから民主党名簿35位に登載され立候補、初当選した。
衆議院解散の前日の2012年11月15日、民主党県連代表代行だった玉木は次期衆院選に立候補せず引退することを明らかにした。